# 24 bits
24 bits é uma referência a arquitetura de computadores que utilizava endereçamento com esta capacidade.
O System/360 da IBM, anunciado em 1964, foi um exemplo extremamente popular de sistema computacional com endereçamento de 24 bits e registradores gerais e aritméticos de 32 bits. No início dos anos 1980 surgiram os primeiros computadores pessoais usando endereçamento de 24 bits e registradores gerais e aritméticos de 16 bits, incluindo o IBM PC/AT com um microprocessador Intel 80286 e o Apple Inc. Macintosh 128k com uma UCP Motorola 68000 que apresentava endereçamento de 24 bits e registradores de 32 bits.